# Els crims del museu de cera
Els crims del museu de cera (títol original en anglès House of Wax) és una pel·lícula estatunidenca dirigida per André de Toth i estrenada l'any 1953. Està doblada al català.

## Argument[2]
L'escultor d'un museu de cera té una forta discussió amb el seu soci, perquè aquest pretén incendiar el local per cobrar l'assegurança. Anys després, mentre el professor Jarrod intenta reconstruir el museu, es produeixen estranyes desaparicions.

## Comentaris
Un dels grans clàssics del cinema de terror i un dels millors films rodats en tres dimensions, remake del poc conegut, però igualment excel·lent, Mystery of the Wax Museum realitzat pel director Michael Curtiz l'any 1933. L'actor Vincent Price, gràcies a la seva brillant creació del ceramista desfigurat i venjatiu, va entrar a formar part dels immortals del gènere, un gènere al qual dedicaria els seus següents quaranta anys.

## Repartiment
- Vincent Price: Prof. Henry Jarrod
- Paul Picerni: Scott Andrews
- Frank Lovejoy: Tinent Tom Brennan
- Phyllis Kirk: Sue Allen
- Carolyn Jones: Cathy Gray
- Charles Bronson: Igor
- Paul Cavanagh: Sidney Wallace
- Grace Lee Whitney: una ballarina de cancan
- Philip Tonge: Bruce Allison (no surt als crèdits)

## Sobre el mateix tema
- El 1924, Das Wachsfigurenkabinett de Leo Birinsky i Paul Leni.
- El 1933, Mystery of the Wax Museum de Michael Curtiz
- El 1997, M.D.C. - Maschera di cera de Sergio Stivaletti.
- El 2005, House of Wax on momés el lloc on es desenvolupa l'acció és comú amb el film original.